# Colubrídeos
Os colubrídeos (Colubridae) é uma família de répteis escamados da subordem Serpentes. Algumas das espécies desta família são venenosas, mas a maioria não possuem glândulas de veneno, e as poucas que as possuem não carecem de um aparelho eficaz de injecção durante a mordedura.

## Géneros

### SubfamíliaBoodontinae
- Bothrolycus
- Bothrophthalmus
- Buhoma (incertae sedis)
- Chamaelycus
- Dendrolycus
- Dipsina
- Dromophis
- Duberria (incertae sedis)
- Gonionotophis (incertae sedis)
- Grayia
- Hormonotus
- Lamprophis
- Lycodonomorphus
- Lycophidion (incertae sedis)
- Macroprotodon
- Mehelya
- Montaspis (incertae sedis)
- Pseudaspis
- Pseudoboodon
- Pythonodipsas
- Scaphiophis

### SubfamíliaCalamariinae
- Calamaria
- Calamorhabdium
- Collorhabdium
- Etheridgeum
- Macrocalamus
- Pseudorabdion
- Rabdion

### SubfamíliaColubrinae
Existe no Brasil, incluindo a cobra-cipó (Chironius exoletus), e a caninana (Spilotes pullatus).

- Aeluroglena
- Ahaetulla
- Argyrogena
- Arizona
- Bogertophis
- Boiga
- Cemophora
- Chilomeniscus
- Chionactis
- Chironius
- Chrysopelea
- Coluber
- Conopsis
- Coronella
- Crotaphopeltis
- Cryptophidion
- Cyclophiops
- Dasypeltis
- Dendrelaphis
- Dendrophidion
- Dinodon
- Dipsadoboa
- Dispholidus
- Dryadophis
- Drymarchon
- Drymobius
- Drymoluber
- Dryocalamus
- Dryophiops
- Eirenis
- Elachistodon
- Elaphe
- Elapotinus
- Ficimia
- Gastropyxis
- Geagras
- Gonyophis
- Gonyosoma
- Gyalopion
- Hapsidophrys
- Hemerophis
- Hemorrhois
- Hierophis
- Lampropeltis
- Leptodrymus
- Leptophis
- Lepturophis
- Liopeltis
- Lycodon
- Lycognathophis
- Lytorhynchus
- Masticophis
- Mastigodryas
- Meizodon
- Oligodon
- Opheodrys
- Oxybelis
- Pantherophis (antes, designada como Elaphe)
- Philothamnus
- Phyllorhynchus
- Pituophis
- Prosymna
- Pseudocyclophis
- Pseudoficimia
- Phrynonax
- Ptyas
- Rhamnophis
- Rhinobothryum
- Rhinocheilus
- Rhynchocalamus
- Rhynchophis
- Salvadora
- Scaphiodontophis
- Scolecophis
- Senticolis
- Sibynophis
- Simophis
- Sonora
- Spalerosophis
- Spilotes
- Stegonotus
- Stenorrhina
- Stilosoma
- Symphimus
- Sympholis
- Tantilla (Inclui Tantilla boipiranga)
- Tantillita
- Telescopus
- Thelotornis
- Thrasops
- Trimorphodon
- Xenelaphis
- Zamenis

### SubfamíliaDipsadinae
- Adelphicos
- Amastridium
- Atractus
- Calamodontophis (incertae sedis)
- Carphophis (incertae sedis)
- Chersodromus
- Coniophanes
- Contia (incertae sedis)
- Crisantophis (incertae sedis)
- Cryophis
- Diadophis (incertae sedis)
- Diaphorolepsis (incertae sedis)
- Dipsas
- Echinanthera (incertae sedis)
- Emmochliophis (incertae sedis)
- Enuliophis (incertae sedis)
- Enulius (incertae sedis)
- Eridiphas
- Geophis
- Gomesophis (incertae sedis)
- Hydromorphus (incertae sedis)
- Hypsiglena
- Imantodes
- Leptodeira
- Ninia
- Nothopsis (incertae sedis)
- Pliocercus
- Pseudoleptodeira
- Pseudotomodon (incertae sedis)
- Ptychophis (incertae sedis)
- Rhadinaea
- Rhadinophanes (incertae sedis)
- Sibon
- Sibynomorphus
- Synophis (incertae sedis)
- Tachymenis (incertae sedis)
- Taeniophallus (incertae sedis)
- Tantalophis (incertae sedis)
- Thamnodynastes (incertae sedis)
- Tomodon (incertae sedis)
- Tretanorhinus
- Trimetopon
- Tropidodipsas
- Urotheca
- Xenopholis (incertae sedis)

### SubfamíliaHomalopsinae
- Bitia
- Brachyorrhos (incertae sedis)
- Cantoria
- Cerberus
- Enhydris
- Erpeton
- Fordonia
- Gerarda
- Heurnia
- Homalopsis
- Myron

### SubfamíliaNatricinae
- Adelophis
- Afronatrix
- Amphiesma
- Amphiesmoides
- Amplorhinus (incertae sedis)
- Anoplohydrus
- Aspidura
- Atretium
- Balanophis
- Clonophis
- Hologerrhum
- Hydrablabes
- Hydraethiops
- Iguanognathus
- Limnophis (incertae sedis)
- Macropisthodon
- Natriciteres (incertae sedis)
- Natrix
- Nerodia
- Opisthotropis
- Parahelicops
- Pararhabdophis
- Psammodynastes (incertae sedis)
- Regina
- Rhabdophis
- Seminatrix
- Sinonatrix
- Storeria
- Thamnophis
- Tropidoclonion
- Tropidonophis
- Virginia
- Xenochrophis (incertae sedis)

### SubfamíliaPareatinae
- Aplopeltura
- Asthenodipsas (Internatus)
- Pareas

### SubfamíliaPsammophiinae
- Hemirhagerrhis
- Malpolon
- Mimophis
- Psammophis
- Psammophylax
- Rhamphiophis

### SubfamíliaPseudoxenodontinae
- Plagiopholis
- Pseudoxenodon

### SubfamíliaPseudoxyrhophiinae
- Alluaudina
- Compsophis
- Ditypophis
- Dromicodryas
- Exallodontophis
- Geodipsas
- Heteroliodon
- Ithycyphus
- Langaha
- Leioheterodon
- Liophidium
- Liopholidophis
- Lycodryas
- Madagascarophis
- Micropisthodon
- Pararhadinaea
- Brygophis
- Pseudoxyrhopus
- Stenophis

### SubfamíliaXenodermatinae
- Achalinus
- Fimbrios
- Oxyrhabdium
- Stoliczkaia
- Xenodermus
- Xylophis

### SubfamíliaXenodontinae
Existe no Brasil, incluindo a muçurana (Clelia clelia), as falsas-corais (Erythrolamprus aesculapii e Oxyrhopus guibei), as cobras d'água (Helicops modestus e Liophis miliaris), a surucucu-do-pantanal (Hydrodynastes gigas), as cobras-cipó (Philodryas nattereri e Tropidodryas striaticeps), a boiubu (Philodryas olfersii), a boipeva (Waglerophis merremii) e a  parelheira (Philodryas patagoniensis).
- Alsophis
- Antillophis
- Apostolepis
- Arrhyton
- Boiruna
- Cercophis (incertae sedis)
- Clelia
- Conophis
- Darlingtonia
- Ditaxodon
- Drepanoides
- Elapomorphus
- Erythrolamprus
- Farancia
- Helicops
- Heterodon
- Hydrodynastes
- Hydrops
- Hypsirhynchus
- Ialtris
- Lioheterophis (incertae sedis)
- Liophis
- Lystrophis
- Manolepis
- Oxyrhopus
- Phalotris
- Philodryas
- Phimophis
- Pseudablabes
- Pseudoboa
- Pseudoeryx
- Psomophis
- Rhachidelus
- Saphenophis
- Siphlophis
- Sordellina (incertae sedis)
- Tropidodryas
- Umbrivaga
- Uromacer
- Uromacerina
- Waglerophis
- Xenodon
- Xenoxybelis (incertae sedis)
- Blythia
- Cercaspis
- Cyclocorus
- Elapoidis
- Gongylosoma
- Haplocercus
- Helophis
- Myersophis
- Omoadiphas
- Oreocalamus
- Poecilopholis
- Rhabdops
- Tetralepis
- Thermophis
- Trachischium